# Alto Reno Terme
Alto Reno Terme är en kommun i storstadsregionen Bologna i regionen Emilia-Romagna i Italien. Kommunen hade 6 904 invånare (2018).
Kommunen bildades den 1 januari 2016 genom en sammanslagning av de tidigare kommunerna Granaglione och Porretta Terme.